# 渡辺美里のスーパーギャング
『渡辺美里のスーパーギャング』（わたなべみさとのスーパーギャング）は、TBSラジオ制作の深夜ラジオ番組『スーパーギャング』で、JRN系で放送されていたラジオ番組。パーソナリティは渡辺美里。

## 概要
1985年10月7日から1987年6月15日までは月曜日深夜（火曜日未明）で、1989年6月9日から1991年6月28日までは金曜日深夜（土曜日未明）でそれぞれ放送されていた。放送時間は月曜深夜時代は1987年3月までは25:00 - 27:00（午前1:00 - 3:00）、1987年4月以降は25:00 - 26:45（午前1:00 - 2:45）。金曜深夜時代は全期通して25:00 - 27:00（午前1:00 - 3:00）。
月曜深夜で放送がスタートした当時、渡辺美里はメジャーデビュー1年目の新人だった。渡辺をスーパーギャングに起用したのはTBSアナウンサー（当時）の林美雄で新人として挨拶回りに来た渡辺を見て、「この子の目がいいから、ラジオをやらせる」と周囲に告げたという。
月曜深夜時代は「渡辺美里のハートトライアル」というサブタイトルが付いていた。番組内容は、リスナーから持ち掛けられた相談や悩み事に、渡辺が悩んで考え、言葉を紡ぐように語りかけていたといったものが多かった。
1986年9月8日深夜の放送は、同じく生放送中だった裏番組の『中島みゆきのオールナイトニッポン』（ニッポン放送）から、TBSに直接やって来た中島みゆきが当番組に出演。番組の前半で裏番組同士の両番組による同じ放送が実現した（この時に渡辺は『みゆきオールナイト』を中学生の時から聴いていたと明かしている）。そして1987年3月30日、中島みゆきのオールナイトニッポンが最終回を迎えたこの日に当番組も中島の曲『時代』を流し、敬意を表してエールを送った。
1986年度から始まり、2005年まで毎年恒例となった渡辺の西武ライオンズ球場で開催される夏のコンサートが始まるきっかけとなったのは、ある日の本番組放送前のはがきの仕分け中にマネジャーから「やってみる?」ときかれた時に、球場のことが良くわからないようなままではがきを読みながら“何となく”といった感じで返事をしたことだったという。
月曜時代のオープニングテーマ曲は、ジャニス・ジョプリンの遺作となったアルバム『パール』の収録曲で、未完成だったインストゥルメンタル曲。
1987年4月20日から長期コンサートツアーに入ったために7週続けて番組を休み、同年6月8日に復帰したが、この日に来週で終了する告知があり、翌週6月15日に月曜時代の最終回を迎え、この日を最後にスーパーギャングを一時降板。コンサートスケジュールの過密化で毎週月曜深夜の生放送が困難になったための降板だった。2年のブランクの後、1989年6月5日に金曜深夜で復帰した。金曜時代の1989年7月から、「やるじゃん」といった精神にまつわるエピソードを留守番電話で募集する『やるじゃんTELEPHONE』をスタート。スーパーギャングが2部制に分かれる前の1991年6月28日深夜の放送を以って2度目の降板となった。

## 主なコーナー・企画
死んでるみたいにバイトしたくないと合図しちゃった（月曜時代）
- アルバイト中など、ふとした時に「見ちゃった」というエピソードを紹介。

悲しいボーイフレンド（月曜時代）
- ボーイフレンド、またはガールフレンドにまつわるエピソードを紹介。

オールディーズジャム（月曜・金曜両時代共通）
- オールディーズナンバーにこだわらず、懐かしのロック、ポップスのリクエストを募集。

やるじゃんTELEPHONE（金曜時代）
- 「やるじゃん」といった精神にまつわるエピソードを留守番電話で募集。毎週、平日（月 - 金）23:30 - 24:30の間に受け付けていた[7]。

美里大百科（金曜時代・1990年4月）
- デビュー5周年を記念して実施。渡辺自らの様々なエピソードを五十音順に紹介した[8]。

風薫る日の告白大作戦（金曜時代・1990年春）
- 人生で新しいスタートを切った人の、その活躍ぶりや、大切な人へのメッセージをそれぞれカセットテープで紹介していた[9]。

MISATO NEWS SHOW（金曜時代）
- リスナーからの「身近なニュース」や「個人的なニュース」などを紹介していた。

恋したっていいじゃない（金曜時代）
- リスナーの恋愛体験、恋愛に関する悩みなどを綴ったはがき・手紙を紹介。タイトルは渡辺美里の同タイトルの曲から。

美里ちゃんの知恵袋（金曜時代）
- 毎週出されるテーマに沿って、リスナーから様々な意見を募集。

ストロベリー・フィールズ・フォーエバー（金曜時代）
- 毎週出されるテーマに沿って寄せられたお便りを紹介するコーナー。

半分チャーハンのコーナー（金曜時代）
- リスナーからの、懺悔したいエピソードを紹介。
  - 他

## ゲスト
- デーモン小暮（1987年2月23日）
- 小林聡美（1989年6月16日）
- 大江千里（1989年10月6日、1990年4月13日）
- 泉谷しげる（1989年12月8日、1990年4月13日）
- 吉田建（1989年12月22日）
- 桑田佳祐（1990年1月12日）
- 小室哲哉（1990年4月13日、1990年11月9日）
- 太平サブロー（1990年6月15日）
- おすぎ（1990年10月26日）
- 吉田建（1989年12月22日）
- 時任三郎（1991年4月12日）
- 原由子（1991年4月19日）
- 中嶋朋子（1991年4月26日）

## ネット局
- HBCラジオ
- ABCラジオ
金曜時代は1989年10月よりネット開始。月曜時代はネット無し。
- 山陽放送
- RKBラジオ
- 琉球放送
月曜時代は1987年3月でネット打ち切り。金曜時代は1989年10月よりネット開始。

## 備考
- 金曜時代の1989年6月23日（明けて6月24日）の放送は、この日午前0時28分に亡くなった美空ひばりの追悼特別番組が午前2時30分から組まれたため、本番組は午前2時30分までの短縮放送となった[10]。